# Resident Evil: Revelations 2
A Resident Evil: Revelations 2 a Capcom videójátékgyártó cég Resident Evil című túlélőhorror-sorozata Revelations elnevezésű mellékágának második része. A nagysikerű Revelations-sorozat a pörgős akciójátékká váló, de eleinte feszült horrornak induló Resident Evil kezdeti epizódjainak stílusát, jellegzetességeit éleszti újra. Történetét tekintve a játék fő sorozatának része.

## Bejelentés
A játékról először 2014. augusztus 20-án lehetett hallani, mikor az Xbox.com website termékei közt megjelent egy, a játék borítóját ábrázoló kép. A megerősítésre nem kellett sokat várni, a készítők ugyanis bő egy héttel a kiszivárogtatás után hivatalosan is bejelentették, hogy készül a sorozat eddigi legsikeresebb mellékágának folytatása.

## Szereplők
Az epizód egy újabb önálló fejezetet dolgoz fel a teljes történetből, ahogyan az első Revelations-játék a fő sorozat 4. és 5. részét kapcsolja össze, főszereplői pedig Jill Valentine és Chris Redfield, úgy a második rész a fő sorozat 5. és 6. epizódjait köti egymáshoz, a főszereplők ezúttal pedig Claire Redfield és Moira Burton a játék első, illetve Barry Burton és Natalia Korda a játék második szcenáriójában.

## Játékmenet
A korábbi epizódhoz hasonlóan, a játék főszereplői mind irányíthatóak, egyedül és co-opban is játszhatók. A történet alfejezetei külön-külön tölthetők le, ám a játék megvásárolható egyben is, dobozos kiszerelésben. Bemutatóvideója alapján ez a rész, a Resident Evil-sorozat korai tagjainak jellegzetességéhez visszanyúlva, főként a feszült rettegésre apelláló túlélőhorror-videójáték. A játék 2015. február 17-én megjelenő részét előrendelők néhány korábbi epizód helyszíneit is megkapják egy exkluzív csomagban. Különösen kegyetlen tartalma miatt a legszigorúbb korhatár szerinti besorolást kapta. Játékmenetét tekintve sok újítás került bele, egyéb újgenerációs játékokban is megismert módon, a játékos játék közben meg tudja választani, kit irányítson épp a játszható karakterek közül, lehetőséget adva arra, hogy általa a szereplők megmenthessék egymást a szorult helyzetekben.

## Kiadás
A játék megjelenésének alább látható menetrendjét 2014. december 2-án közölte a kiadó Capcom.
| Kiadványok                            | Dátum             | Megjelenés  | Platformok                                 |
| ------------------------------------- | ----------------- | ----------- | ------------------------------------------ |
| I. epizód                             | 2015. február 25. | Világszerte | PlayStation Store, Xbox Live, Steam        |
| II. epizód                            | 2015. március 4.  | Világszerte | PlayStation Store, Xbox Live, Steam        |
| III. epizód                           | 2015. március 11. | Világszerte | PlayStation Store, Xbox Live, Steam        |
| IV. epizód                            | 2015. március 18. | Világszerte | PlayStation Store, Xbox Live, Steam        |
| Összes epizód, teljes, dobozos kiadás | 2015. március 20. | Európában   | PlayStation 4, Xbox One, Games for Windows |

Mindegyik epizód két sztoriszálból áll össze: egyrészt Claire és Moira, másrészt Barry és Natalia szcenáriójából, továbbá minden egyes rész tartalmaz még egy akció orientált minijátékot is. A letölthető epizódokra egy összegben előfizetők kézhez kapnak további két, a történethez szorosan nem kötődő bónuszfejezetet is, illetve a legendás Hunk karakterével játszható minijátékot. A dobozos változatban szintén megtalálható minden felsorolt tartalom, a játék főszereplői számára választható alternatív kosztümökkel kiegészítve, valamint a csomagba került még a játéksorozat kulcsfigurájaként ismert Albert Weskert bemutató és a Resident Evil címek válogatott pályáit elhozó Throwback Stage Pack minijátékcsomag is.